# Schloss Krölpa

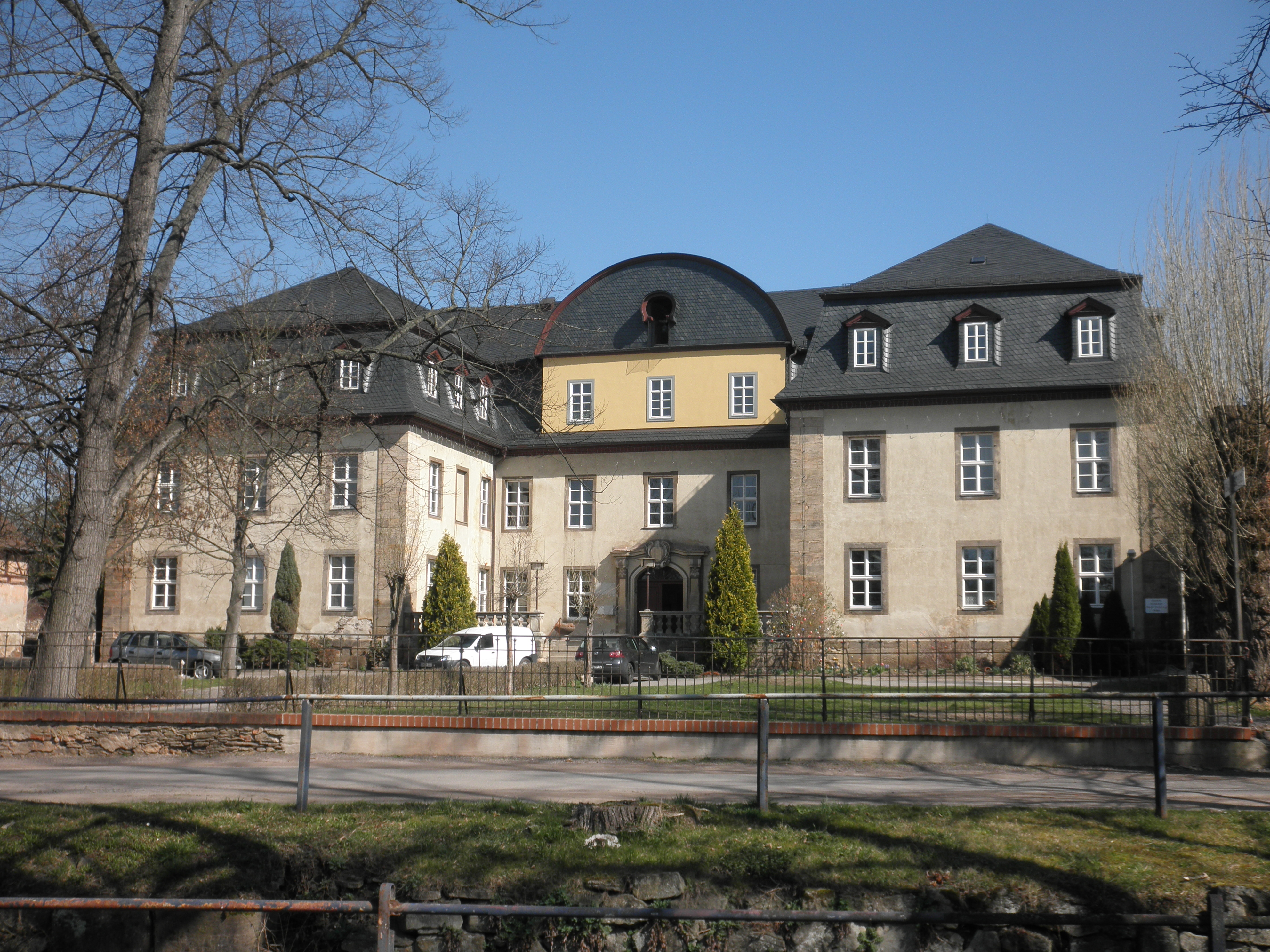
Schloss Krölpa 2012

Schloss Krölpa ist ein Schloss in Krölpa, Verwaltungsgemeinschaft Ranis-Ziegenrück, Raniser Str. 17. Es steht unter Denkmalschutz.

## Gebäude
Das Schloss Krölpa besteht aus einer dreiflügligen Anlage mit Mansarddächern. Gartenseitig gibt es einen Mittelrisalit. Im Obergeschoss befindet sich ein ca. 100 m² großer, dekorierter Barocksaal. Das Schloss ist in Thüringen das einzige, das als Grundschule genutzt wird. Zudem dient es der Gemeinde Krölpa als Kulturort. Der Saal kann auch für private Veranstaltungen angemietet werden.

## Geschichte

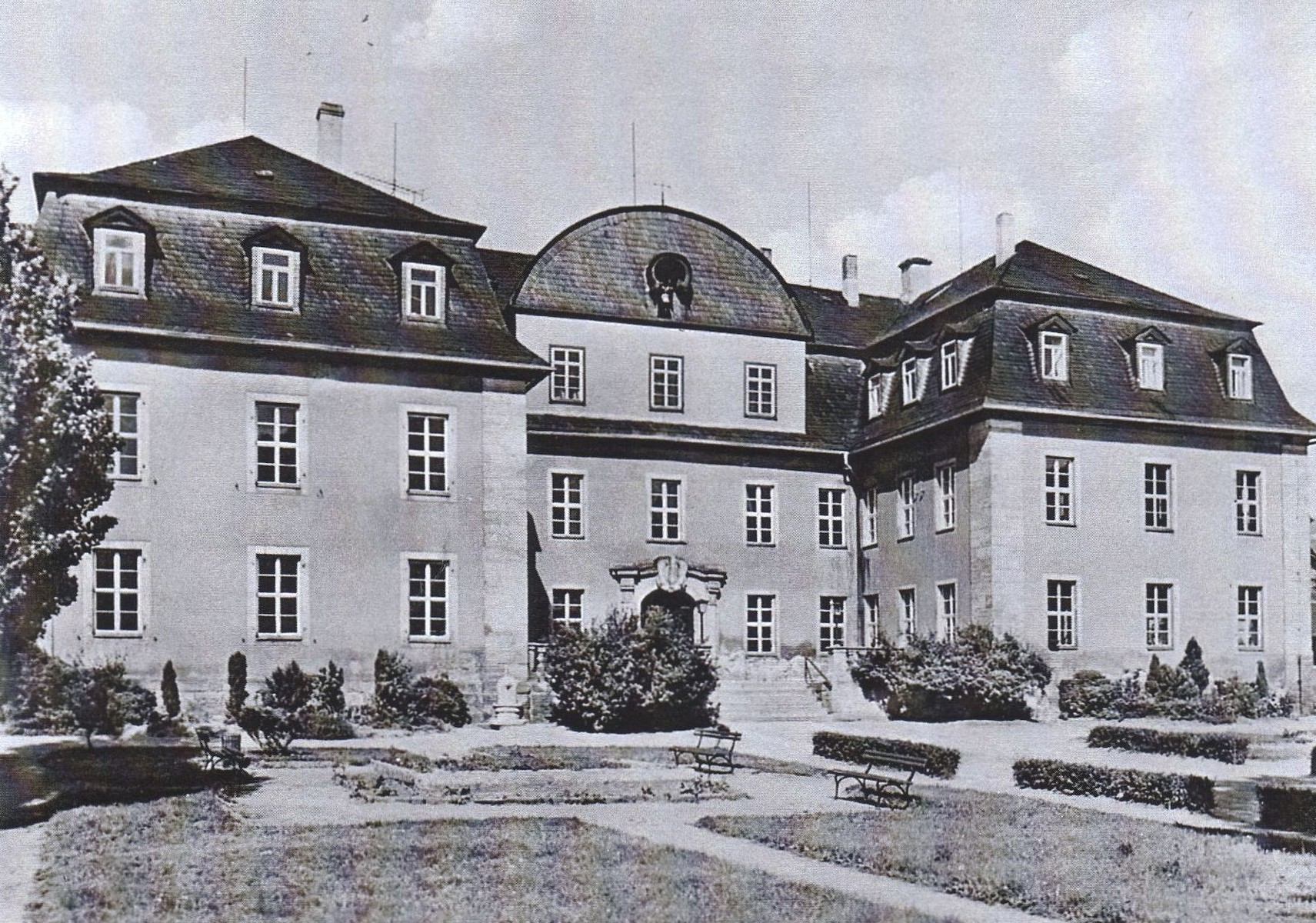
Schloss Krölpa ca. 1920

Das Schloss wurde um 1730 an der Stelle eines ehemaligen Rittergutes des Adelsgeschlechtes derer von Brandenstein erbaut. 1888 gehörte es den Freiherren von Gleichen gen. von Rußwurm, die es an einen Leipziger Grundstücksmakler verkauften. Am 12. Oktober 1890 erwarb der Schulverband Krölpa das Gebäude für 19.000 Reichsmark und richtete drei Klassenräume ein. Als Schulglocke wurde eine Glocke des Klosters Zella eingebaut. Im Herbst 1891 wurde das Gebäude bezogen. 1944 wurden Evakuierte und Umsiedler in das Gebäude eingewiesen und es wurde ein Lazarett eingerichtet. Zudem diente die Schule als Unterkunft für den Volkssturm.
Nach dem Zweiten Weltkrieg erfolgte wieder eine Nutzung als Schule. Von 2004 bis 2007 wurde das Schloss schrittweise innen und ab 2017 seine Außenfassade saniert.